# Farkle
Farkle es un popular y antiguo juego de dados de origen incierto, se juega típicamente con seis dados y combina elementos de azar y estrategia en cada tirada. El objetivo es ser el primer jugador en alcanzar o superar los puntos mediante diferentes combinaciones de dados.

## Historia
Farkle tiene raíces inciertas, pero se cree que evolucionó de juegos de dados medievales europeos, popularizándose en EEUU desde barcos franceses durante el siglo XVII como un juego de bar y familiar.

## Cómo jugar

### Equipamiento
- 6 dados estándar (5 en algunas variantes)
- Lápiz y papel para anotar puntos
- Cubilete (opcional)[2]

### Reglas básicas
Farkle es un juego de dados para 2 o más jugadores. El objetivo es acumular puntos lanzando 6 dados y sumando combinaciones específicas, evitando un "Farkle" (tirada sin puntos).
- Turno: Se lanzan 6 dados. El jugador guarda al menos una combinación que dé puntos y decide si sigue tirando los dados restantes o guarda los puntos.
- Puntuación (principales combinaciones):
  - 1: 100 puntos
  - 5: 50 puntos
  - Tres 1s: 1000 puntos
  - Tres 2s: 200 puntos
  - Tres 3s: 300 puntos
  - Tres 4s: 400 puntos
  - Tres 5s: 500 puntos
  - Tres 6s: 600 puntos
  - Cuatro o más dados del mismo número: la puntuación de tres dados se multiplica por 2 por cada dado adicional (ejemplo: cuatro 2s = 400 puntos, cinco 2s = 800 puntos).
  - Escalera (1-2-3-4-5): 500 puntos
  - Escalera (2-3-4-5-6): 750 puntos
  - Escalera (1-2-3-4-5-6): 1500 puntos
- Farkle: Si no se obtiene ninguna combinación válida, se pierden los puntos del turno y pasa al siguiente jugador.
- Fin del turno: El jugador puede guardar los puntos acumulados (mínimo 300 para el primer turno) o seguir tirando. Si usa todos los dados, puede relanzar los 6.
- Ganar: El primer jugador en alcanzar 10,000 puntos (o el puntaje acordado) gana, pero los demás tienen un turno final para superarlo.

### Variantes comunes
- Dado caliente: Versión con 5 dados donde cinco del mismo número ganan automáticamente
- Umbral inicial: Requerir 500+ puntos en el primer turno para empezar a anotar
- Lucky Bastard: Los jugadores requieren conseguir una cifra de puntos exacta, por ejemplo 5.000, y si la sobrepasan, vuelven a cero.

## En la cultura popular
Farkle aparece como minijuego en los RPG Kingdom Come: Deliverance (2018) y su secuela, donde se incluyen dados trucados como objetos coleccionables.